# Wetzlar
Wetzlar város Németországban, Hessen tartományban. A Lahn-Dill körzet központja.

## Fekvése

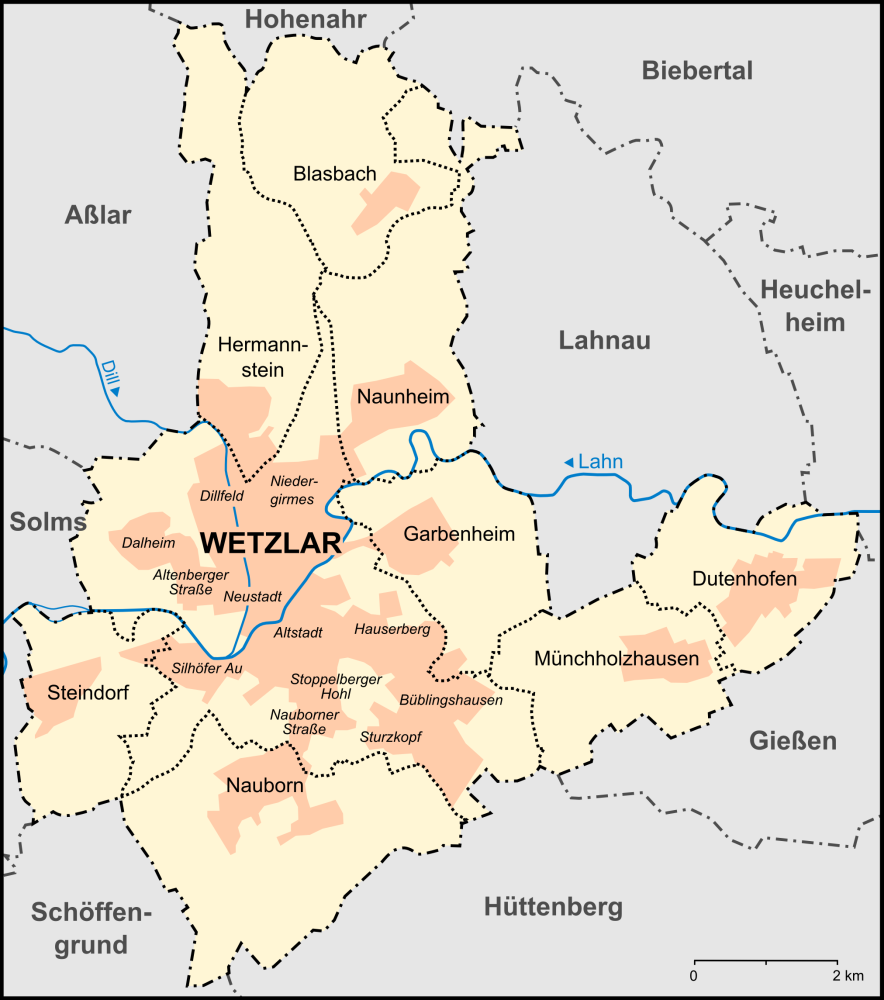
Wetzlar és a környező települések térképe

Az azonos nevű járás székhelye Koblenz közelében, a Lahn és a Dill folyók összefolyásánál. Fontos vasúti csomópont.

## Története
A város története egészen a magyar honfoglalás koráig, 897-ig nyúlik vissza. A város  egy királyi villa körül keletkezett; a 12. században szabad birodalmi várossá lett. 1693-tól birodalmi törvényszék székhelye volt, ám 1803-ban elvesztette önállóságát és Dalberg hercegének lett a tulajdonává. 1796. június 15-én  Károly főherceg itt győzte le Jourdan francia hadait; a főherceg emlékét 1848-ban a csata színhelyén megörökítették. 1890-ben  8144 lakosa volt.
1977. január 1-jén egy közigazgatási reform keretében összevonták Gießennel, és megalapították Lahn városát, amely közösség azonban alig élt meg tíz évet.

## Közigazgatás
Wetzlar városa közigazgatási-statisztikai szempontból 8 városrészre osztható fel, melyek nagy része valaha önálló település volt. Ezek a következők (zárójelben a lakosok száma főben):
| - Blasbach (995 lakos) - Dutenhofen (3117 lakos) - Garbenheim (2113 lakos) - Hermannstein (3567 lakos) - Münchholzhausen (2456 lakos) - Nauborn (3724 lakos) - Naunheim (3876 lakos) - Steindorf (1729 lakos) |

### Városi tanács
A városi tanácsnak 59 képviselője van.

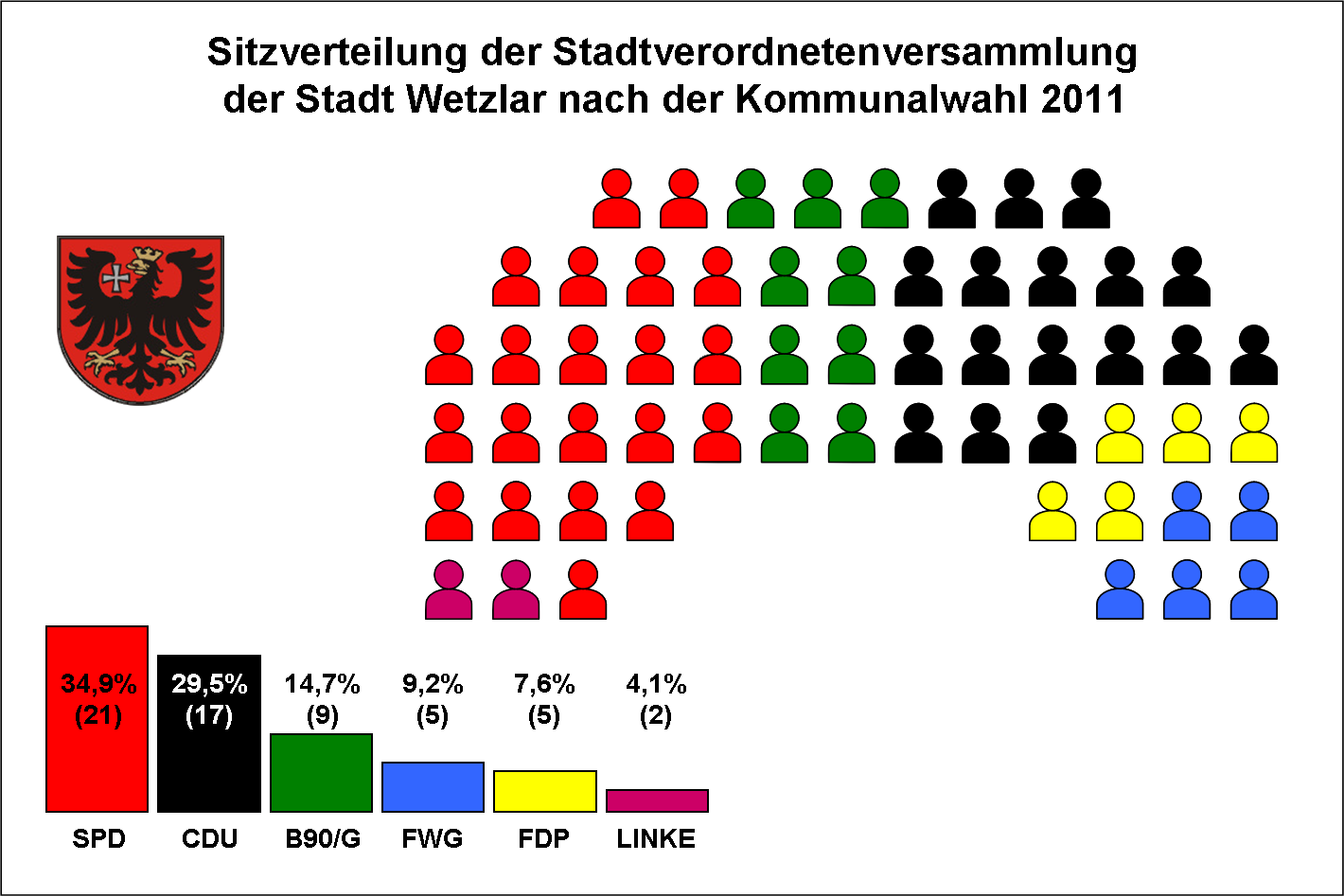
A wetzlari városi tanács összetétele 2011-ben

|      | Párt                 | Mandátumok | Mandátumok |
| 2006 | Párt                 | 2011       |            |
| ---- | -------------------- | ---------- | ---------- |
|      | SPD                  | 23         | 21         |
|      | CDU                  | 21         | 17         |
|      | Szövetség ’90/Zöldek | 5          | 9          |
|      | FWG                  | 6          | 5          |
|      | FDP                  | 4          | 5          |
|      | Baloldali Párt       | –          | 2          |

## Gazdaság
Miután 1862-ben két fontos vasútvonal találkozási pontjává vált, a wetzlari ipar gyors fejlődésnek indult, vaskitermelő, és feldolgozó központtá vált.

### A város ipara
- Buderus
- Siemens
- Philips
- Minox
- Leica
- Zeiss
- Bosch GmbH

## Közlekedés

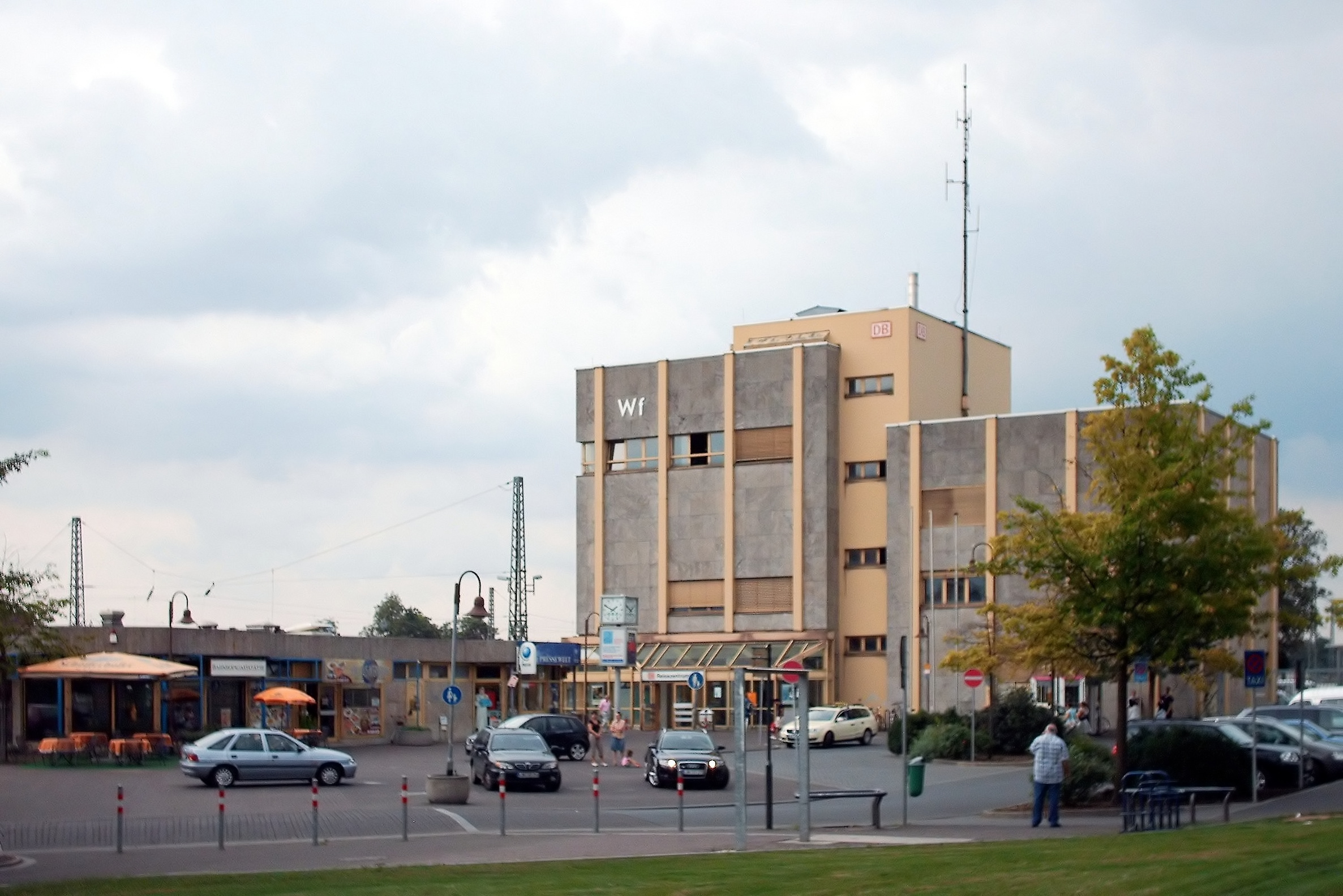
Wetzlar állomás

### Vasút
Az wetzlari állomásról induló járatok között számos expresszvonat van:
- RegionalExpress RE 9: Aachen–Köln–Siegen–Wetzlar–Gießen
- RegionalExpress RE 99: Siegen-Wetzlar-Gießen-Frankfurt
- RegionalBahn RB 40 (MittelhessenExpress): Siegen-Dillenburg-Wetzlar-Frankfurt
- RegionalBahn/Express RB/RE 25: (Koblenz)-Limburg-Wetzlar-Gießen-(Fulda)

### Közút
A város az A45 (Wetzlarer Kreuz, Wetzlar-Ost és Wetzlar-Süd), A480-as számú főutak kereszteződésében van.

### Légi közlekedés
A várostól 65 km-re fekszik a frankfurti repülőtér.

## Kultúra

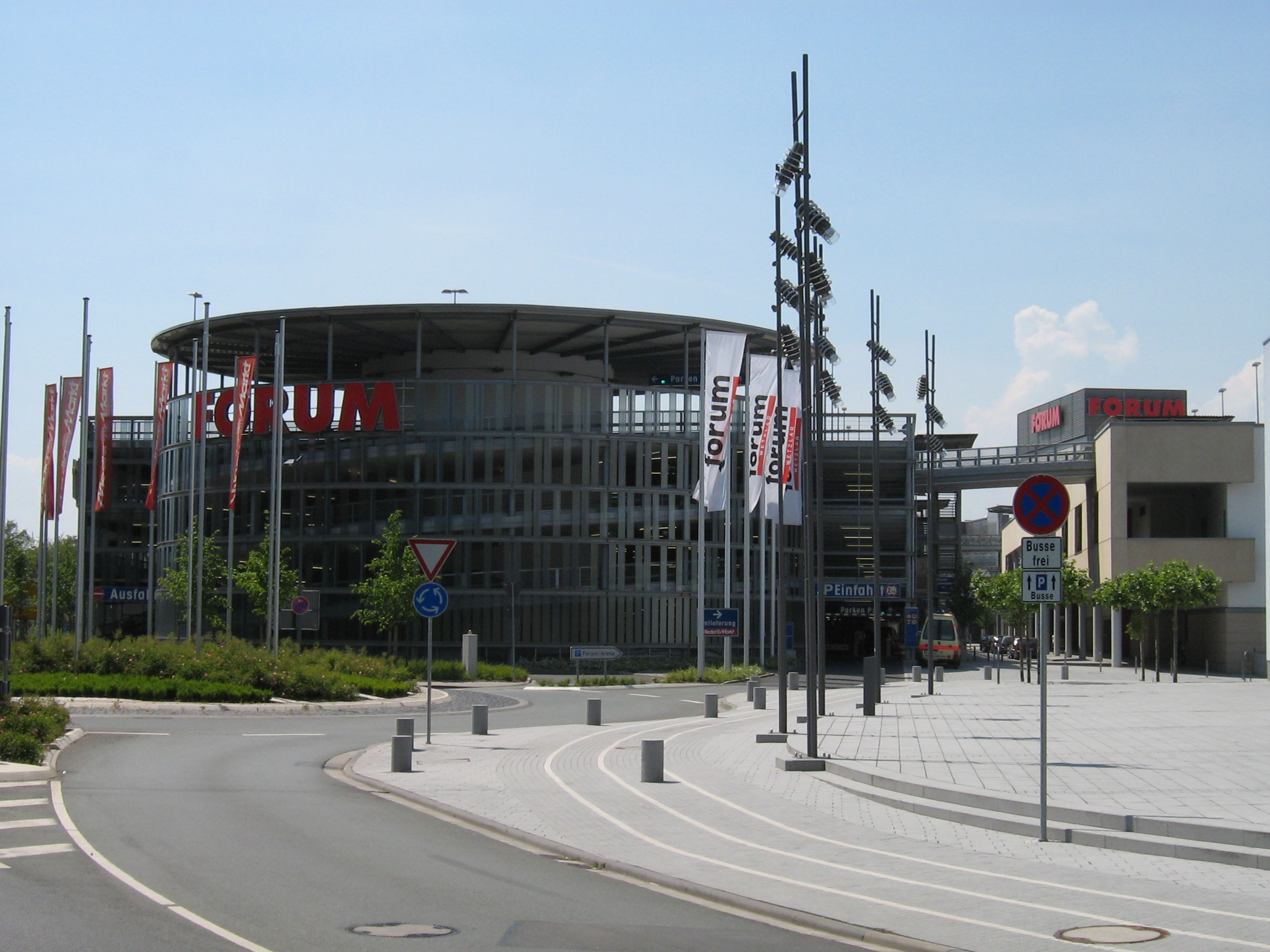
Fórum

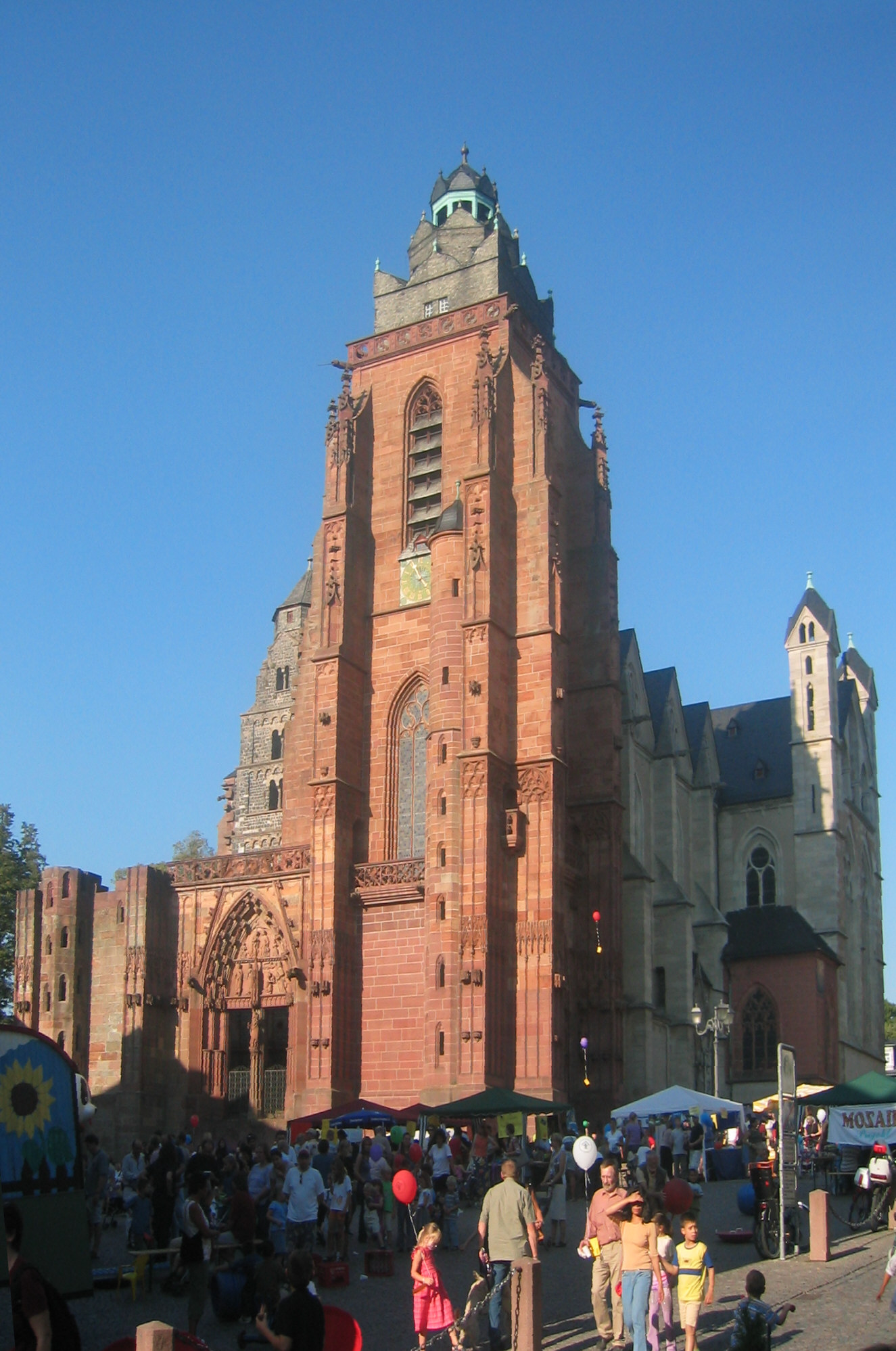
A wetzlari dóm

### Színházak
- Rittal Arena Wetzlar – 6000 férőhely
- Neue Kellertheater Wetzlar

### Múzeumok
- Das Stadt- und Industriemuseum – Városi és ipari múzeum
- Das Lottehaus – Charlotte Buff háza
- Das Jerusalemhaus
- Messingmuseum
- Sammlung historischer Mikroskope Ernst Leitz
- Landwirtschaftliches Museum
- Heimatmuseen
- Sammlung von Lemmers-Danforth

### Galéria
- Galerie am Dom
- Galerie im Stadthaus am Dom
- Atelier Ludwig Leitz mit dem künstlerischen Werk von Ludwig Leitz
- Galerie im "Alten Rathaus"
- Galerie im neuen Rathaus
- Galerie Atzbach, Grafiken und Illustrationen

## Média
Aktuális újságok:
- Wetzlarer Neue Zeitung
- Wetzlarer Kurier
- Sonntagmorgenmagazin

## Nevezetességek
Wetzlart Goethe 1849-ben felállított mellszobra díszíti annak emlékére, hogy Goethe hosszabb ideig itt illetve Garbenheim falucskában lakott és itt írta Az ifjú Werther szenvedései című művét.

## Testvérvárosai
- Avignon, Franciaország
- Siena, Olaszország

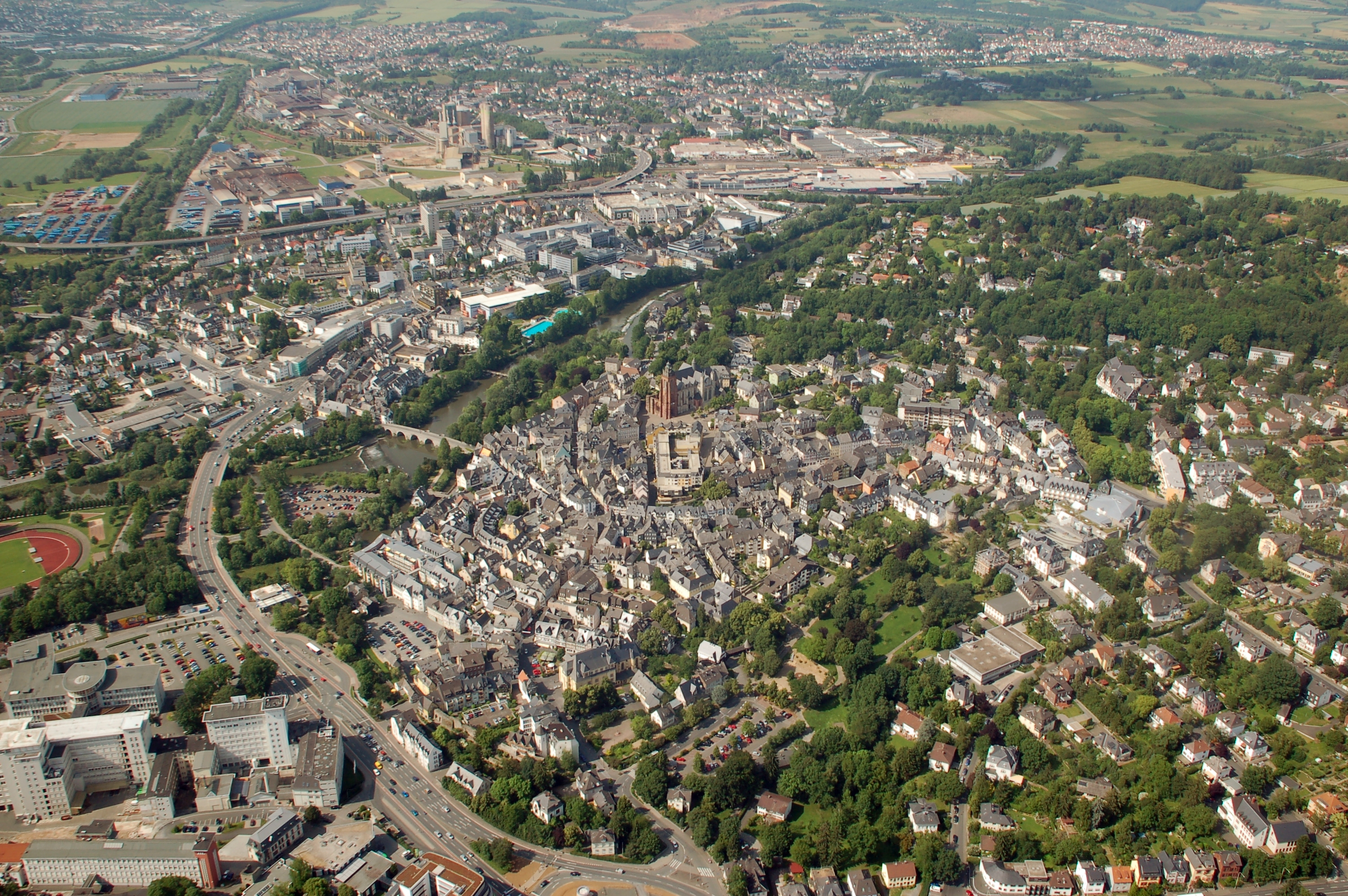
Wetzlar légifelvételen

- Colchester, Nagy-Britannia
- Ilmenau, Németország
- Písek, Csehország
- Schladming, Ausztria